# SK에코플랜트
SK에코플랜트(영어: SK ecoplant)는 1962년 설립되어 대한민국에 본사를 둔 SK그룹 계열의 환경·에너지기업이다.

## 개요
SK에코플랜트는 2021년 건설업에서 친환경 및 신재생에너지 사업으로 비즈니스 모델을 대전환하며 '아시아 대표 환경·에너지기업'으로 도약했다.  E-Waste·폐배터리 리사이클링, 수처리, 소각, 매립 등의 환경사업과 그린수소, 해상풍력, 연료전지, 태양광 등의 신재생에너지 사업을 영위하고 있으며, 본사는 서울특별시 종로구 율곡로2길 19에 위치해 있다.

## 역사
현재의 SK에코플랜트는 1962년 설립된 협우산업이 전신이다. 이후 1977년 선경그룹에 인수되어 사명이 선경종합건설이 되었으며, 1984년 SK건설로 이름을 변경하였다.
이후 몇몇 폐기물 소각·매립 분야 등 환경 분야 관리 기업들을 인수하였으며, 2022년 2월에는 싱가포르의 전기·전자 폐기물 분야 기업인 테스(TES)를 인수하였다. 2021년 11월, 2010년대 초반부터 해상풍력 플랜트를 제조해온 조선·기자재 업체인 삼강엠앤티를 인수하여 자회사로 편입시켰으며, 2023년 1월, 사명을 SK오션플랜트로 변경하였다.

## 같이 보기
- SK그룹
- 국토교통부